# Barbican à taches jaunes
Buccanodon duchaillui
Genre
Espèce
Statut de conservation UICN

 LC  : Préoccupation mineure
Le Barbican à taches jaunes (Buccanodon duchaillui) est une espèce de petit oiseau africain de la famille des Lybiidae, seule espèce du genre Buccanodon.

## Répartition
Son aire de répartition s'étend à travers l'Afrique équatoriale.